# Éliminatoires du Championnat d'Europe de football 2004, groupe 1
Cet article donne le calendrier, les résultats des matches ainsi que le classement du groupe 1 des éliminatoires de l'Euro 2004.

## Classement
| Rang | Équipe   | Pts | J | G | N | P | Bp | Bc | Diff |  | Résultats (▼ dom., ► ext.) |     |     |     |     |     |
| ---- | -------- | --- | - | - | - | - | -- | -- | ---- |  | -------------------------- | --- | --- | --- | --- | --- |
| 1    | France   | 24  | 8 | 8 | 0 | 0 | 29 | 2  | +27  |  | France                     |     | 5-0 | 3-0 | 5-0 | 6-0 |
| 2    | Slovénie | 14  | 8 | 4 | 2 | 2 | 15 | 12 | +3   |  | Slovénie                   | 0-2 |     | 3-1 | 4-1 | 3-0 |
| 3    | Israël   | 9   | 8 | 2 | 3 | 3 | 9  | 11 | -2   |  | Israël                     | 1-2 | 0-0 |     | 2-0 | 2-2 |
| 4    | Chypre   | 8   | 8 | 2 | 2 | 4 | 9  | 18 | -9   |  | Chypre                     | 1-2 | 2-2 | 1-1 |     | 2-1 |
| 5    | Malte    | 1   | 8 | 0 | 1 | 7 | 5  | 24 | -19  |  | Malte                      | 0-4 | 1-3 | 0-2 | 1-2 |     |

## Résultats et calendrier
En raison du contexte tendu en Israël, les matchs à domicile de la sélection doivent se jouer en Italie (Palerme) et en Turquie (Antalya).
| 7 septembre 2002 | Chypre    | 1 - 2 | France                  | Stade GSP, Nicosie                              |                                                 |
|                  | Okkás 14e |       | 39e Cissé · 51e Wiltord | Spectateurs : 11 898 Arbitrage : Herbert Fandel | Spectateurs : 11 898 Arbitrage : Herbert Fandel |

| 7 septembre 2002 | Slovénie                                           | 3 - 0 | Malte | Stade de Bežigrad, Ljubljana                       |                                                    |
|                  | Debono (en) 37e (csc) · Šiljak 59e · Cimirotič 90e |       |       | Spectateurs : 7 800 Arbitrage : Georgios Borovilos | Spectateurs : 7 800 Arbitrage : Georgios Borovilos |

| 12 octobre 2002 | France                                                | 5 - 0 | Slovénie | Stade de France, Saint-Denis                         |                                                      |
|                 | Vieira 10e · Marlet 35e 64e · Wiltord 79e · Govou 86e |       |          | Spectateurs : 77 619 Arbitrage : Kim Milton Nielsen* | Spectateurs : 77 619 Arbitrage : Kim Milton Nielsen* |

| 12 octobre 2002 | Malte | 0 - 2 | Israël                  | Ta' Qali Stadium, Ta' Qali                    |                                               |
|                 |       |       | 56e Balili · 76e Revivo | Spectateurs : 3 163 Arbitrage : Sergei Shebek | Spectateurs : 3 163 Arbitrage : Sergei Shebek |

| 16 octobre 2002 | Malte | 0 - 4 | France                                     | Ta' Qali Stadium, Ta' Qali                      |                                                 |
|                 |       |       | 25e 35e Henry · 59e Wiltord · 84e Carrière | Spectateurs : 5 000 Arbitrage : Alexandru Tudor | Spectateurs : 5 000 Arbitrage : Alexandru Tudor |

| 20 novembre 2002 | Chypre                    | 2 - 1 | Malte      | Stade GSP, Nicosie                           |                                              |
|                  | Rauffmann 50e · Okkás 74e |       | 90e Mifsud | Spectateurs : 5 000 Arbitrage : Anton Guenov | Spectateurs : 5 000 Arbitrage : Anton Guenov |

| 29 mars 2003 | Chypre        | 1 - 1 | Israël       | Stade Tsírio, Limassol                       |                                              |
|              | Rauffmann 61e |       | 2e Afek (en) | Spectateurs : 5 500 Arbitrage : Mike McCurry | Spectateurs : 5 500 Arbitrage : Mike McCurry |

| 29 mars 2003 | France                                                              | 6 - 0 | Malte | Stade Bollaert, Lens                             |                                                  |
|              | Wiltord 36e · Henry 38e 54e · Zidane 57e (pen.) 80e · Trezeguet 70e |       |       | Spectateurs : 40 775 Arbitrage : Emil Bozinovski | Spectateurs : 40 775 Arbitrage : Emil Bozinovski |

| 2 avril 2003 | Israël       | 1 - 2 | France                     | Stade Renzo-Barbera, Palerme                  |                                               |
|              | Afek (en) 2e |       | 23e Trezeguet · 45e Zidane | Spectateurs : 2 455 Arbitrage : Graham Barber | Spectateurs : 2 455 Arbitrage : Graham Barber |

| 2 avril 2003 | Slovénie                                     | 4 - 1 | Chypre           | Stade de Bežigrad, Ljubljana                             |                                                          |
|              | Šiljak 4e 14e · Zahovič 38e (pen.) · Čeh 43e |       | 10e Konstantínou | Spectateurs : 4 000 Arbitrage : Paulo Manuel Gomes Costa | Spectateurs : 4 000 Arbitrage : Paulo Manuel Gomes Costa |

| 30 avril 2003 | Israël                             | 2 - 0 | Chypre | Stade Renzo-Barbera, Palerme               |                                            |
|               | Badir (en) 88e · Holtzman (en) 90e |       |        | Spectateurs : 300 Arbitrage : Michal Beneš | Spectateurs : 300 Arbitrage : Michal Beneš |

| 30 avril 2003 | Malte      | 1 - 3 | Slovénie                     | Ta' Qali Stadium, Ta' Qali                      |                                                 |
|               | Mifsud 90e |       | 15e Zahovič · 36e 57e Šiljak | Spectateurs : 2 368 Arbitrage : Attila Hanacsek | Spectateurs : 2 368 Arbitrage : Attila Hanacsek |

| 7 juin 2003 | Israël | 0 - 0 | Slovénie | Stade Atatürk d'Antalya (en), Antalya           |
|             |        |       |          | Spectateurs : 1 800 Arbitrage : Massimo Busacca |

| 7 juin 2003 | Malte      | 1 - 2 | Chypre                                     | Ta' Qali Stadium, Ta' Qali                       |                                                  |
|             | Dimech 73e |       | 23e (pen.) Konstantínou · 52e Konstantínou | Spectateurs : 1 607 Arbitrage : Bernhard Brugger | Spectateurs : 1 607 Arbitrage : Bernhard Brugger |

| 6 septembre 2003 | France                                         | 5 - 0 | Chypre | Stade de France, Saint-Denis                   |                                                |
|                  | Trezeguet 7e 81e · Wiltord 20e 41e · Henry 60e |       |        | Spectateurs : 50 132 Arbitrage : Leslie Irvine | Spectateurs : 50 132 Arbitrage : Leslie Irvine |

| 6 septembre 2003 | Slovénie                         | 3 - 1 | Israël     | Stade de Bežigrad, Ljubljana                   |                                                |
|                  | Šiljak 35e · Knavs 37e · Čeh 78e |       | 69e Revivo | Spectateurs : 8 500 Arbitrage : Herbert Fandel | Spectateurs : 8 500 Arbitrage : Herbert Fandel |

| 10 septembre 2003 | Israël                  | 2 - 2 | Malte                            | Stade Atatürk d'Antalya (en), Antalya      |                                            |
|                   | Revivo 16e · Balili 79e |       | 51e (pen.) Mifsud · 52e Carabott | Spectateurs : 250 Arbitrage : Eric Blareau | Spectateurs : 250 Arbitrage : Eric Blareau |

| 10 septembre 2003 | Slovénie | 0 - 2 | France                     | Stade de Bežigrad, Ljubljana                     |                                                  |
|                   |          |       | 9e Trezeguet · 71e Dacourt | Spectateurs : 8 500 Arbitrage : Domenico Messina | Spectateurs : 8 500 Arbitrage : Domenico Messina |

| 11 octobre 2003 | Chypre                           | 2 - 2 | Slovénie       | Stade Tsírio, Limassol                             |                                                    |
|                 | Georgíou 71e · Yiasoumi (en) 81e |       | 11e 41e Šiljak | Spectateurs : 2 346 Arbitrage : Tom Henning Øvrebø | Spectateurs : 2 346 Arbitrage : Tom Henning Øvrebø |

| 11 octobre 2003 | France                                  | 3 - 0 | Israël | Stade de France, Saint-Denis                      |                                                   |
|                 | Henry 9e · Trezeguet 24e · Boumsong 42e |       |        | Spectateurs : 57 009 Arbitrage : Cosimo Bolognino | Spectateurs : 57 009 Arbitrage : Cosimo Bolognino |